# Landkreis Merseburg

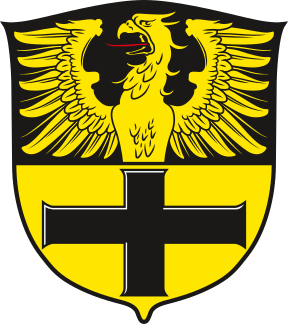
Wappen des Landkreises Merseburg

Der Landkreis Merseburg, bis 1921 Kreis Merseburg, war ein Landkreis, der in Preußen (Provinz Sachsen) und der SBZ bzw. DDR (Land Sachsen-Anhalt) von 1816 bis 1952 bestand. Die Kreisstadt Merseburg bildete von 1921 bis 1950 einen eigenen Stadtkreis. Das ehemalige Kreisgebiet gehört heute größtenteils zum Saalekreis in Sachsen-Anhalt.

## Verwaltungsgeschichte

### Königreich Preußen
Nach den preußischen Verwaltungsreformen nach dem Wiener Kongress wurde zum 1. Oktober 1816 der Kreis Merseburg im Regierungsbezirk Merseburg in der Provinz Sachsen eingerichtet. Das Landratsamt war in Merseburg. Der Kreis bestand zum größten Teil aus dem bisher unter kursächsischer bzw. königlich-sächsischer Verwaltung stehenden Gebiet des Hochstifts Merseburg mit den Ämtern Merseburg, Lauchstädt, Lützen und Schkeuditz. Hinzu kamen einige Gemeinden der Ämter Leipzig, Pegau und Weißenfels.
1819 wurde die Rattmannsdorfer Mark aus dem Kreis Weißenfels in den Kreis Merseburg umgegliedert. 1828 traten die Dörfer Angersdorf und Passendorf und das Rittergut Passendorf vom aufgelösten Stadtkreis Halle a./Saale zum Kreis Merseburg.

### Norddeutscher Bund/Deutsches Reich
Seit dem 1. Juli 1867 gehörte der Kreis zum Norddeutschen Bund und ab dem 1. Januar 1871 zum Deutschen Reich. Am 15. Februar 1921 schied die Stadtgemeinde Merseburg aus dem Kreis aus und bildete fortan einen eigenen Stadtkreis. Fortan führte der Kreis die Bezeichnung Landkreis Merseburg. Zum 30. September 1928 fand im Kreis Merseburg wie im übrigen Preußen eine Gebietsreform statt, bei der alle Gutsbezirke aufgelöst und benachbarten Landgemeinden zugeteilt wurden. Mit dem 1. Oktober 1937 wechselte die Gemeinde Ennewitz vom Landkreis Merseburg in den Kreis Delitzsch.
Nach Auflösung der Provinz Sachsen zum 1. Juli 1944 gehörte der Kreis seitdem zur neuen Provinz Halle-Merseburg. Im Frühjahr 1945 wurde das Kreisgebiet durch die amerikanischen Alliierten Streitkräfte besetzt.

### Deutsche Demokratische Republik
Am 15. Juli 1950 wurden die Landkreisgrenzen durch eine erste Verwaltungsreform geändert:
- Die Stadt Merseburg verlor ihre Kreisfreiheit und kam wieder zum Landkreis Merseburg.
- Die Gemeinde Pritschöna wurde aus dem Saalkreis in den Landkreis Merseburg umgegliedert.
- Die Gemeinde Großkayna wurde aus dem Landkreis Weißenfels in den Landkreis Merseburg umgegliedert.
- Die Stadt Mücheln und die Gemeinden Braunsbedra, Krumpa, Neumark und Oberwünsch wurden aus dem Landkreis Querfurt in den Landkreis Merseburg umgegliedert.
- Die Gemeinde Angersdorf wechselte aus dem Landkreis Merseburg in den Saalkreis.
- Die Gemeinde Passendorf aus dem Landkreis Merseburg wurde in die kreisfreie Stadt Halle (Saale) eingegliedert.
- Die Stadt Lützen und die Gemeinden Bothfeld, Dehlitz (Saale), Gostau, Großgöhren, Großgörschen, Kaja, Kleingöhren, Kleingörschen, Meuchen, Michlitz, Muschwitz, Oeglitzsch, Pobles, Rahna, Röcken, Schweßwitz, Söhesten, Sössen, Starsiedel, Stößwitz und Tornau wurden aus dem Landkreis Merseburg in den Landkreis Weißenfels umgegliedert.

1952 kam es in der DDR zu einer weiteren Verwaltungsreform:
- Die Stadt Schkeuditz sowie die Gemeinden Altranstädt, Döhlen, Eisdorf, Großlehna, Großschkorlopp, Kitzen, Kleinliebenau, Kleinschkorlopp, Kursdorf, Löben, Lössen, Meyhen, Peißen, Räpitz, Scheidens, Schkeitbar, Schkölen, Seegel, Sittel, Thesau, Thronitz, Wehlitz und Zitzschen wechselten aus dem Landkreis Merseburg in den neuen Kreis Leipzig-Land im Bezirk Leipzig.
- Die Gemeinden Beuditz, Hohenweiden und Holleben wechselten aus dem Landkreis Merseburg in den Saalkreis im Bezirk Halle.
- Das verbleibenden Kreisgebiet bildete den Kreis Merseburg, der dem neugebildeten Bezirk Halle zugeordnet wurde.

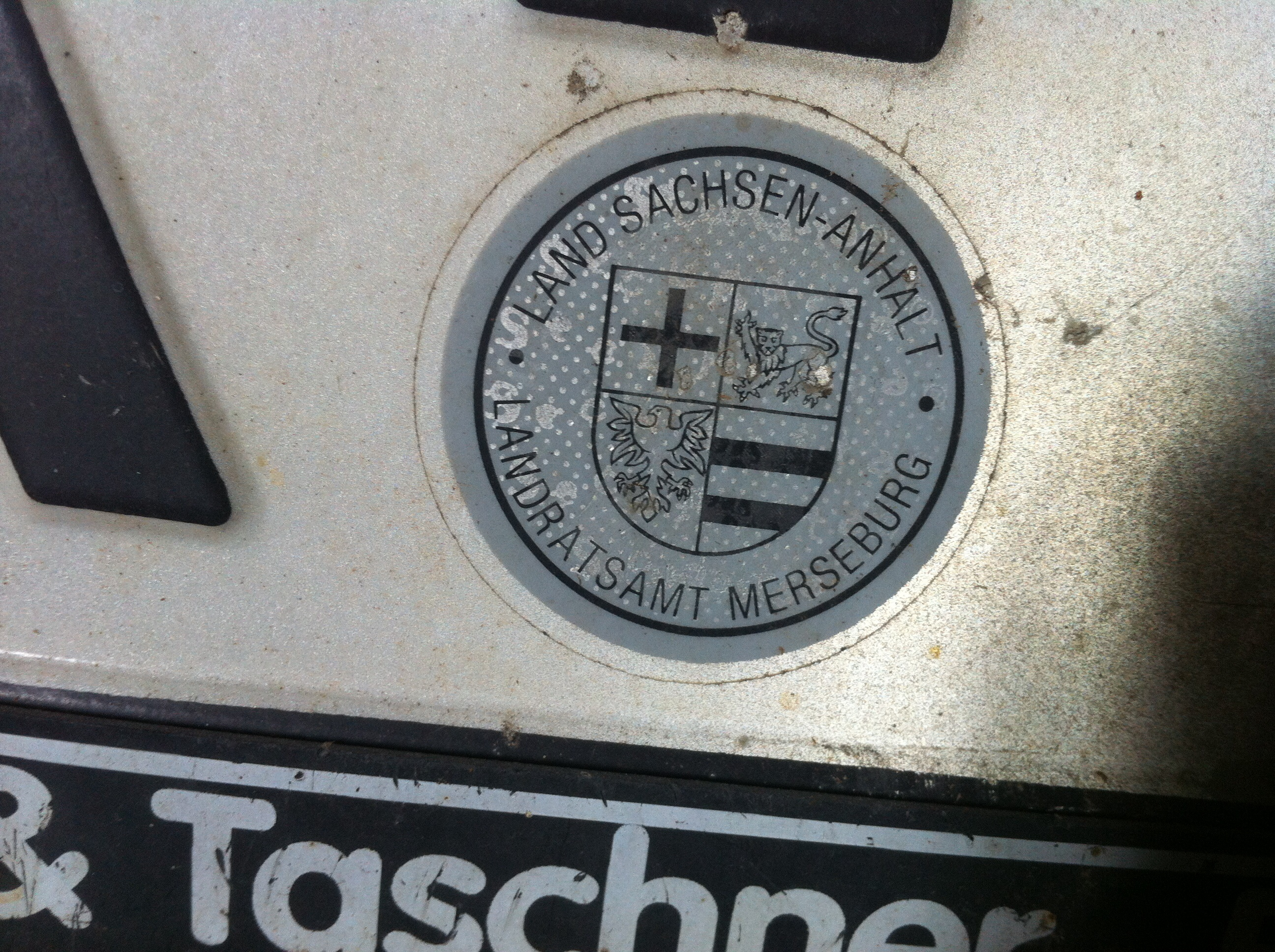
Wappen Landkreis Merseburg

### Bundesrepublik Deutschland
Nach der Wiedervereinigung der beiden deutschen Staaten wurde der Kreis Merseburg 1990 im wiedergegründeten Land Sachsen-Anhalt zum Landkreis Merseburg, der bei der Kreisreform von 1994 im Landkreis Merseburg-Querfurt aufging.

## Einwohnerentwicklung
| Jahr | Einwohner | Quelle |
| ---- | --------- | ------ |
| 1816 | 35.435    | [ 4 ]  |
| 1843 | 51.128    | [ 5 ]  |
| 1871 | 63.693    | [ 6 ]  |
| 1890 | 76.051    | [ 7 ]  |
| 1900 | 82.388    | [ 7 ]  |
| 1910 | 91.918    | [ 7 ]  |
|      |           |        |
| 1925 | 83.466    | [ 7 ]  |
| 1933 | 94.257    | [ 7 ]  |
| 1939 | 101.123   | [ 7 ]  |
| 1946 | 134.197   | [ 8 ]  |

## Kommunalverfassung
Der Landkreis Merseburg gliederte sich in Stadtgemeinden, in Landgemeinden und – bis zu deren Auflösung im Jahre 1928 – in Gutsbezirke. Mit Einführung des preußischen Gemeindeverfassungsgesetzes vom 15. Dezember 1933 gab es ab dem 1. Januar 1934 eine einheitliche Kommunalverfassung für alle preußischen Gemeinden. Mit Einführung der Deutschen Gemeindeordnung vom 30. Januar 1935 trat zum 1. April 1935 im Deutschen Reich eine einheitliche Kommunalverfassung in Kraft, wonach die bisherigen Landgemeinden nun als Gemeinden bezeichnet wurden. Diese waren in Amtsbezirken zusammengefasst. Eine neue Kreisverfassung wurde nicht mehr geschaffen; es galt weiterhin die Kreisordnung für die Provinzen Ost- und Westpreußen, Brandenburg, Pommern, Schlesien und Sachsen vom 19. März 1881.

## Landräte
- 1816–1822 Carl Friedrich Rudolph von Grünberg (1785–1850)
- 1822–1838 Johann Christian Starke (0000–1840)
- 1838–1845 Gustav von Keller (1805–1897)
- 1845–1845 Adolf Starcke
- 1845–1877 Ludwig Weidlich (0000–1877)
- 1877–1884 Julius von Helldorff (1827–1908)
- 1884–1891 Otto Weidlich (0000–1922)
- 1891–1893 Siegfried Körte (1861–1919)
- 1896–1913 Arthur Clairon d’Haussonville (1866–1913)
- 1913–1919 Tilo von Wilmowsky (1878–1966)
- 1922–1928 Wilhelm Guske (1880–1957)
- 1930–1933 Albrecht Bähnisch (1900–1943)
- 1933–1934 Werner Oberst (* 1891)
- 1934–1938 Wilhelm Jung (1903–1960)
- 1938–1942 Günter Riesen (1892–1951)
- 1942–1943 Adolf Pott (1906–1943)

## Persönlichkeiten
- Emil Körner (1846–1920), deutscher Offizier, ab 1885 Militärberater in Chile und von 1900 bis 1910 Generalinspekteur des chilenischen Heeres

## Städte und Gemeinden

### Stand 1950
Der Landkreis Merseburg umfasste 1945 vier Städte sowie 123 weitere Gemeinden:
| - Altranstädt - Angersdorf - Atzendorf - Bad Dürrenberg - Bad Lauchstädt, Stadt - Benkendorf - Benndorf - Beuditz - Beuna - Blösien - Bothfeld - Bündorf - Burgliebenau - Burgstaden - Dehlitz (Saale) - Delitz am Berge - Döhlen - Dölkau - Dörstewitz - Eisdorf - Ellerbach - Ermlitz - Frankleben - Geusa - Goddula - Gostau - Großgöhren - Großgörschen - Großgräfendorf - Großlehna - Großschkorlopp - Günthersdorf | - Hohenweiden - Holleben - Horburg - Kaja - Kauern - Kirchfährendorf - Kitzen - Kleingöhren - Kleingörschen - Kleinliebenau - Kleinschkorlopp - Kleingräfendorf - Kleinkorbetha - Knapendorf - Kollenbey - Korbetha - Kötschlitz - Kötzschau - Kötzschen - Kreypau - Kriegsdorf - Kursdorf - Leuna - Löben - Löpitz - Lössen - Lützen, Stadt - Maßlau - Meuchen - Meuschau - Meyhen - Michlitz | - Milzau - Möritzsch - Muschwitz - Nempitz - Neukirchen - Niederwünsch - Niederklobikau - Oberklobikau - Oberthau - Oebles-Schlechtewitz - Oeglitzsch - Passendorf - Peißen - Pissen - Pobles - Ragwitz - Rahna - Rampitz - Räpitz - Raßnitz - Rattmannsdorf - Reipisch - Röcken - Rockendorf - Rodden - Röglitz - Röpzig - Schafstädt, Stadt - Scheidens - Schkeitbar - Schkeuditz, Stadt - Schkölen | - Schkopau - Schladebach - Schotterey - Schweßwitz - Seegel - Sittel - Söhesten - Sössen - Spergau - Starsiedel - Stößwitz - Thalschütz - Thesau - Thronitz - Tollwitz - Tornau - Tragarth - Trebnitz - Venenien - Wallendorf (Luppe) - Wehlitz - Weßmar - Witzschersdorf - Wölkau - Wüsteneutzsch - Zitzschen - Zöllschen - Zöschen - Zscherben - Zschöchergen - Zweimen |

### Vor 1950 aufgelöste oder ausgeschiedene Gemeinden
| - Balditz, 1930 zu Dürrenberg - Beuchlitz, 1939 zu Holleben - Bischdorf, 1937 zu Milzau - Daspig, 1930 zu Leuna - Ennewitz, 1937 zu Glesien, Kreis Delitzsch - Göhren, zu Zweimen - Göhlitzsch, 1930 zu Leuna - Hohenlohe, 1937 zu Kitzen - Keuschberg, 1930 zu Dürrenberg - Kleinlehna, 1939 zu Großlehna - Kleinlauchstädt, 1939 zu Bad Lauchstädt - Körbisdorf, 1937 zu Benndorf - Krakau, 1939 zu Kleingräfendorf - Kröllwitz, 1930 zu Leuna - Lennewitz, 1930 zu Dürrenberg - Leuna-Ockendorf, 1930 zu Leuna - Merseburg, Stadt, 1921 kreisfrei - Modelwitz, 1929 zu Schkeuditz - Naundorf, 1937 zu Benndorf - Netzschkau, 1937 zu Milzau | - Niederbeuna, 1937 zu Beuna - Oberbeuna, 1937 zu Beuna - Oberkriegstedt, 1937 zu Burgstaden - Oetzsch, 1937 zu Nempitz - Ostrau, 1930 zu Dürrenberg - Papitz, 1929 zu Schkeuditz - Porbitz-Poppitz, 1930 zu Dürrenberg - Pretzsch, 1937 zu Wallendorf - Raschwitz, 1928 zu Wünschendorf - Reinsdorf, 1928 zu Wünschendorf - Rössen, 1930 zu Leuna - Runstedt, 1930 zu Frankleben - Schadendorf, 1937 zu Burgstaden - Schlettau a./Saale, 1936 zu Angersdorf - Teuditz, 1937 zu Tollwitz - Treben, 1937 zu Nempitz - Unterkriegstedt, 1937 zu Burgstaden - Wegwitz, 1937 zu Wallendorf - Wünschendorf, 1937 zu Nieder Klobikau - Zscherneddel, 1939 zu Zöschen |

### Namensänderungen
Der Name der Stadt Lauchstedt wurde 1925 in Bad Lauchstädt geändert.
1937 wurde in einigen Orten ein C durch ein K ersetzt, so zum Beispiel:
- Caja → Kaja
- Collenbey → Kollenbey
- Cracau → Krakau
- Creypau → Kreypau
- Cursdorf → Kursdorf
- Niederclobicau → Niederklobikau
- Oberclobicau → Oberklobikau

Ferner erhielt Beuna den Zusatz (Geiseltal).